# Мерл кенійський
Мерл кенійський (Lamprotornis hildebrandti) — вид горобцеподібних птахів родини шпакових (Sturnidae). Мешкає в Кенії і Танзанії. Вид названий на честь німецького колекціонера і натураліста Йоганна Марії Гільдебрандта. Раніше вважався конспецифічним з сомалійським мерлом.

## Опис

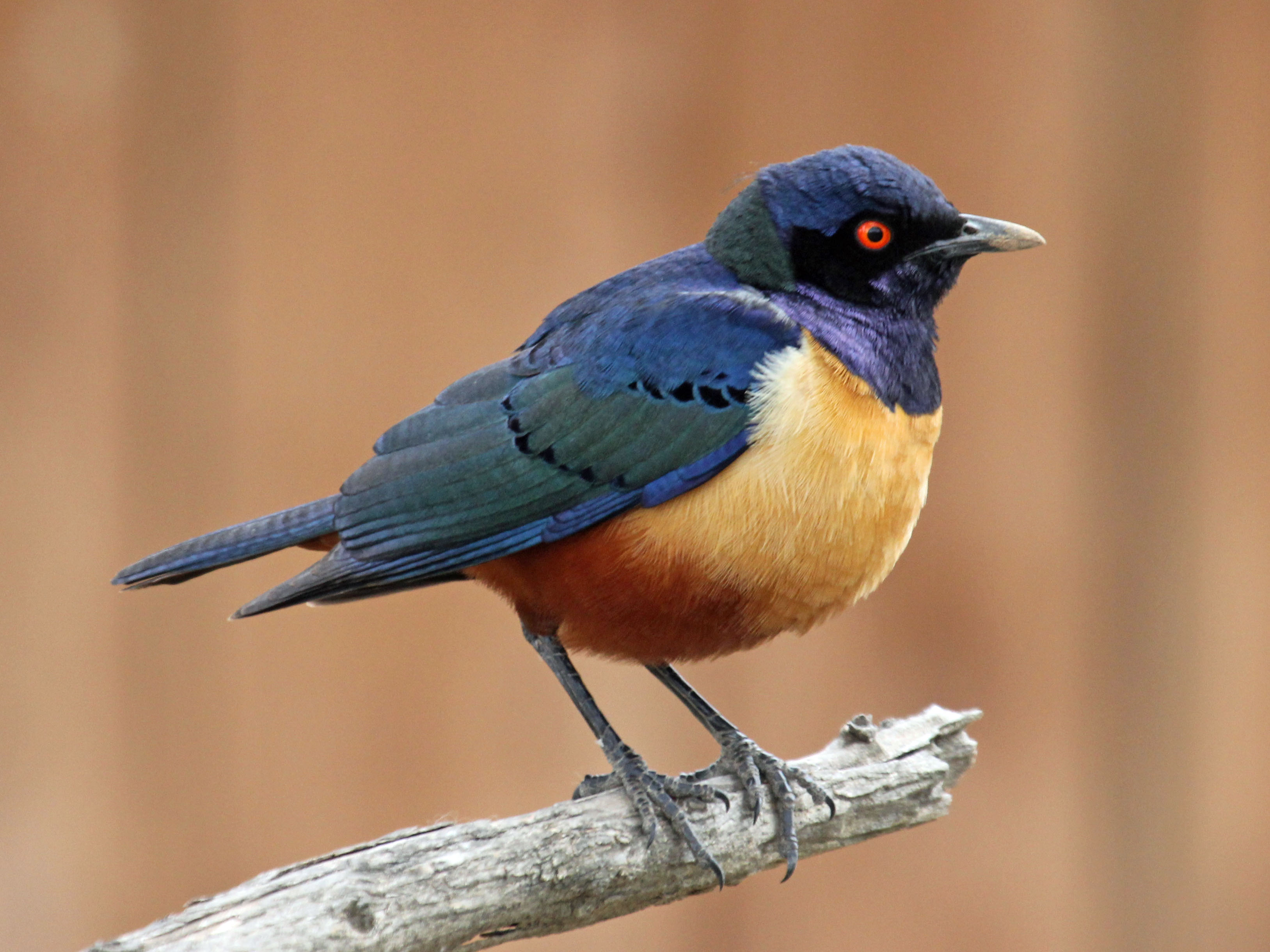
Кенійський мерл

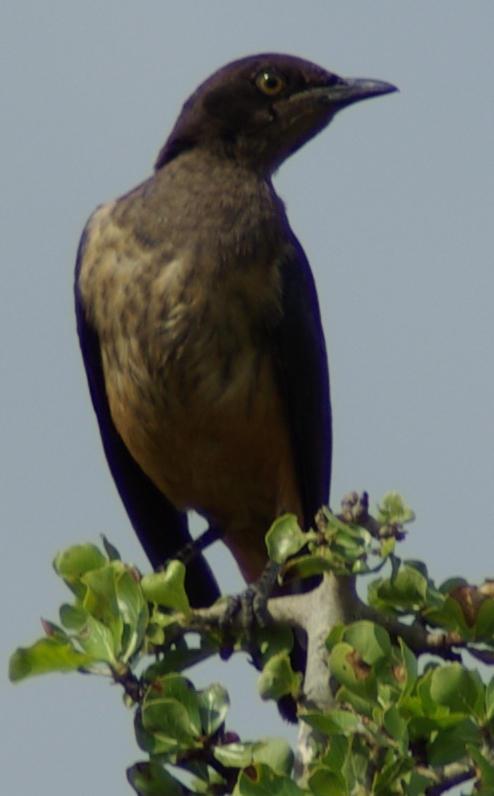
Молодий кенійський мерл

Довжина птаха становить 18-19 см, вага 50-69 г. Голова, горло і верхня частина тіла темно-сині з райдужним металевим відблиском. Крила бронзово-зелені, махові пера темно-сині, покривні пера крил мають чорні кінчики. Горло і верхня частина грудей пурпурові, блискучі, хвіст блискучо-синьо-зелений. Нижня частина грудей і живіт жовтувато-оранжеві, нижня частина живота руда. Райдужки оранжево-червоні, дзьоб і лапи чорні. Виду не притаманний статевий диморфізм. У молодих птахів верхня частина тіла вугільно-сіра, нижня частина тіла каштанова, очі темно-карі.

## Поширення і екологія
Кенійські мерли живуть в рідколіссях, акацієвих саванах і сухих чагарникових заростях, на висоті від 500 до 2200 м над рівнем моря. Зустрічаються парами або невеликими зграйками, часто приєднуються до змішаних зграй птахів разом з багатобарвними мерлами.
Кенійські мерли живляться жуками, кониками, літаючими термітами та іншими комахами, а також плодами, зокрема Carissa spinarum, Euclea, Rhus і Apodytes dimidiata. Шукають їжу на землі. Сезон розмноження у кенійських мерлів триває з березня по травень і з жовтня по грудень, в деяких районах Кенії також з травня по липень. Ці птахи гніздяться в дуплах дерев, часто в покинутих дуплах дтлів, як встелюють рослинними волокнами. В кладці від 3 до 4 яєць. Кенійські мерли практикують колективний догляд за пташенятами. Іноді вони стають жертвами гніздового паразитизму чубатих зозуль.